# 新義州青年駅
新義州青年駅（シニジュチョンニョンえき）は朝鮮民主主義人民共和国平安北道新義州市にある、朝鮮民主主義人民共和国鉄道省の駅である。日本統治時代は日本語読みの新義州駅（しんぎしゅうえき）であった。

## 概要
北京-平壌間の国際列車K27/28次列車の停車駅であり、北朝鮮の出入国審査が行なわれる駅である。
国内線では、塩州・平壌・開城方面、南浦方面、清津方面、熙川方面、球場方面行きの列車があり、北朝鮮国内の各方面に路線が繋がっている。

### 乗り入れ路線
平義線と江岸線の2路線が乗り入れている他、中朝友誼橋の路線を経て中国国鉄の瀋丹線と接続している。

## 駅構造
- 地平駅。ただし、周囲の地面より2mほど高い位置にある。
- プラットホームは単式(西側)と島式(東側)が各1つずつの2面3線である。改札は西側ホームだけにあり、東側ホームに行くには地下通路を使う。
- 日本時代には三階建ての欧風建築の駅舎（1911年竣工）が建っていたが、朝鮮戦争の際に破壊され、戦後に現在の駅舎が建てられた。

## 駅周辺

### 南西側（駅舎側）
駅前広場には金日成主席の銅像が立っている。駅舎の1階には小さな売店があり、2階にはトイレと椅子がある。これらは外国人の乗客も利用できる。

### 北東側（駅裏）
駅裏には旧王子製紙の製紙工場が現在も存在しており、工場の煙突は鴨緑江の対岸にある中国・丹東市からも確認できる。

## 歴史
- 1906年4月3日：京義線が全線開通。
- 1908年4月1日：一般貨客の営業開始。
- 1911年10月：鴨緑江橋梁が完成し、京義線と安奉線（南満州鉄道）が結ばれる。

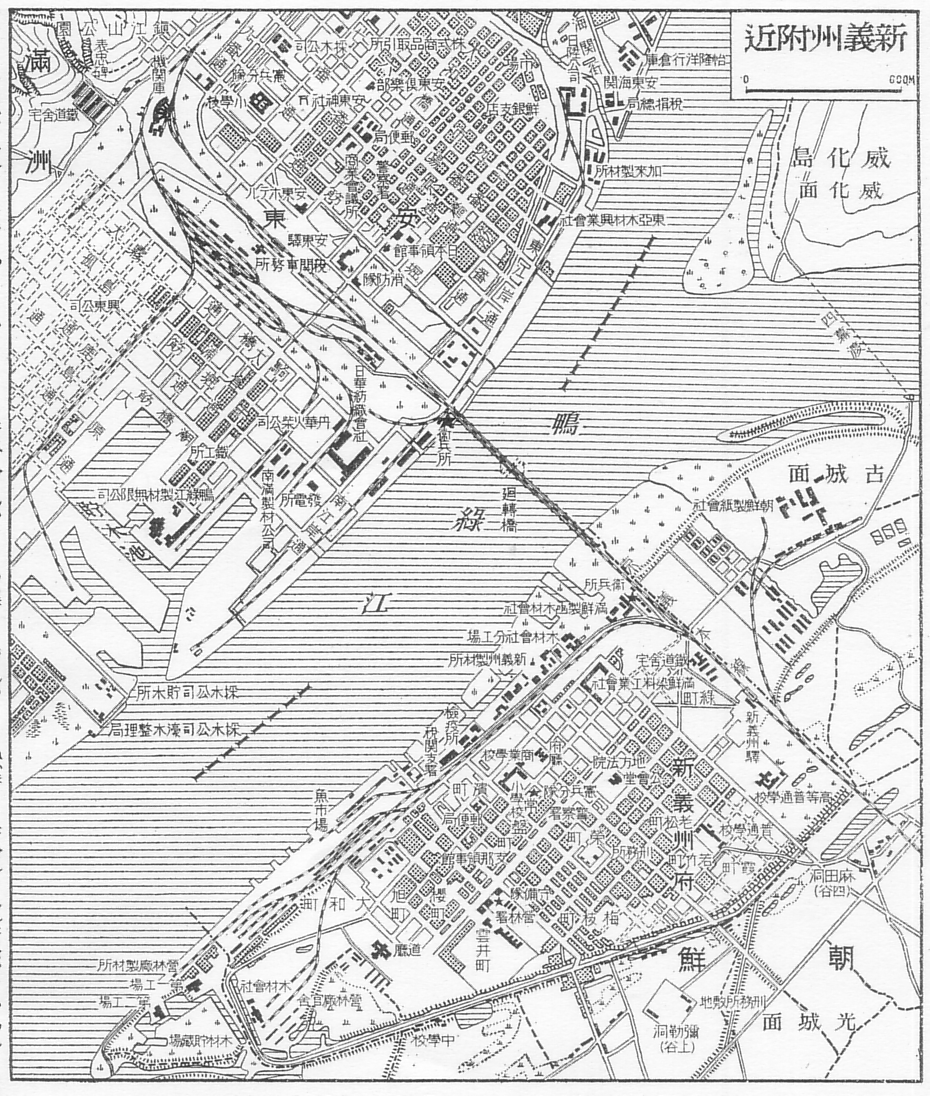
新義州駅と鴨緑江橋梁付近の地図（1930年頃）
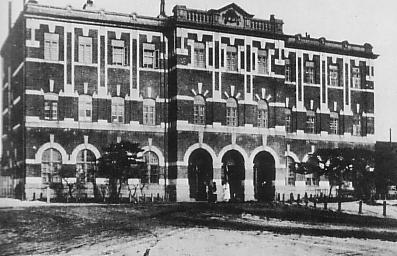
日本統治時代の新義州駅舎
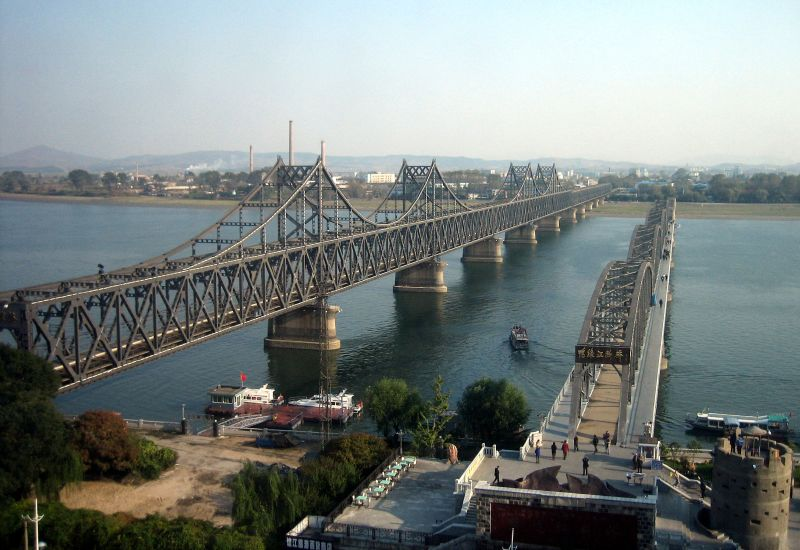
中国・丹東から見た中朝友誼橋（左・上流側）。 右は朝鮮戦争で破壊された旧鴨緑江橋梁。

## 隣の駅
朝鮮民主主義人民共和国鉄道省
平義線
南新義州駅 - 新義州青年駅（ - 丹東駅）
江岸線
新義州青年駅 - 江岸駅